# Exochus marginalis
Exochus marginalis är en stekelart som beskrevs av Kusigemati 1984. Exochus marginalis ingår i släktet Exochus och familjen brokparasitsteklar. Inga underarter finns listade i Catalogue of Life.